# لسنوي
لسنوي (بالروسية: Лесной) هي إحدى مدن روسيا في الكيان الفدرالي الروسي سفيردلوفسك أوبلاست.

## أعلام
- ألكسندر بوبوف
- ناتاشا ستيفانينكو